# 선교청대학교
선교청대학교(宣敎廳大學校, Holy People University)는 2003년에 개교한 충청남도 천안시에 있는 대학교로, 과거 성민대학교(聖民大學校)라는 이름으로 불린 대학교이다. 2011년 12월 9일 교육과학기술부 자문기구인 대학구조개혁위원회에 의해 경영부실대학으로 선정되었으며, 2012년 7월에 폐교가 확정되어, 2012년 8월 31일에 학교가 10년만에 폐쇄되었다.

## 연혁
- 2002년 11월 : 성민대학교 설립
- 2003년 3월 : 개교
- 2010년 : 교육과학기술부 선정 학자금대출제한대학[1]
- 2011년 : 선교청대학교로 교명 변경
- 2011년 : 교육과학기술부 선정 정부재정지원제한대학[2]

## 폐교 이후
학교가 폐쇄된 이후 재학생들은 인근의 단국대학교로 특별 편입할 것으로 예상되었으나 단국대학교 측에서 두 학교 간의 수준차는 물론이고 학력 세탁을 이유로 강력하게 반발했다. 결국 외국인 유학생들은 나사렛대학교에, 국내 출신 재학생들은 호서대학교에 각각 특별 편입조치되었다.